# 朽木昌綱
朽木 昌綱（くつき まさつな）は、丹波国福知山藩の第8代藩主。福知山藩朽木家9代。蘭学によるヨーロッパ地誌・世界地理の研究者。貨幣研究家。

## 生涯
寛延3年（1750年）1月27日、第6代藩主・朽木綱貞の長男として江戸で生まれ、そこで育った。安永5年（1776年）11月22日、朽木舖綱の養子となる。安永6年（1777年）3月19日、将軍徳川家治に拝謁する。安永9年（1780年）12月18日、従五位下・隠岐守に叙任する。天明7年（1787年）11月22日、舖綱の死去により家督を継ぐ。
13歳頃から和漢の古銭収集が趣味で、特にこのことから「古銭家の王者」と称された。古銭収集の趣味は、昌綱が少年時代を過ごした宝暦年間の頃には、大坂・江戸でも流行していた。昌綱はヨーロッパ諸国の貨幣をも収集した。また20歳の頃には、世界地理の研究をも志す。安永元年（1772年）、23歳の頃、蘭学の前野良沢に入門する。同門に杉田玄白、中川淳庵、桂川甫周らがおり、後に大槻玄沢や司馬江漢らが入門してくる。その中でオランダ語による地理書の研究が始まった。昌綱はオランダ商館長（カピタン）のイサーク・ティチングとも交友があり、洋書やヨーロッパの銭貨の入手でも援助してもらう。オランダ語は文通できるくらいに上達した。安永9年（1780年）頃からオランダ通詞の荒井庄十郎を助手にし、世界地理研究をした。38歳で藩主となった年に『西洋銭譜』を刊行した。これは、17世紀から18世紀のヨーロッパの貨幣を、克明な図入りで紹介するという、当時としては画期的なものであった。
著作も多く、『蘭学階梯』の序文や『泰西輿地図説』、『和漢古今泉貨鑑』、『新撰銭譜撰』12巻、『良貨分量考』など、多くの貴重な著作を残した。また前述の通り、蘭学研究に熱心であった。義兄であり茶人大名だった松江藩主松平不昧の茶道の弟子にもなり、文人大名仲間だった姫路藩主酒井忠以の弟の画家酒井抱一などとも交流があるなど、いわゆる文人大名としても名を馳せた。しかし、政治家としては二流だったといわれる。一説には、進み過ぎた才能ゆえに公儀が避けたともいわれる。
寛政12年（1800年）閏4月9日、家督を養子の倫綱に譲って隠居する。剃髪して、近江入道と称した。江戸に戻り、享和2年（1802年）4月17日に死去した。享年53。
昌綱の収集した古銭はのちに、藩財政の危機および洋式軍備の必要のため、50丁のゲベール銃と交換で海外に流出した。現在その一部が大英博物館に収蔵されている。主に日本の古銭であるが、中国やベトナム、朝鮮の貨幣も混ざっている。

## 系譜
- 父：朽木綱貞（1713年 - 1788年）
- 母：不詳
- 養父：朽木舖綱（1731年 - 1787年）
- 正室：幾万姫 - 蓮池院、松平宗衍の娘
- 継室：本多助盈の娘
- 継々室：伊東長詮の娘
- 生母不明の子女
  - 男子：唯之助
  - 次男：朽木綱方（1787年 - 1838年） - 朽木倫綱の養子
  - 三男：米倉昌寿（1793年 - 1863年） - 米倉昌俊の養子
  - 男子：福寿太郎
- 養子
  - 男子：朽木倫綱（1767年 - 1803年） - 朽木舖綱の長男

## 著書
- 『新撰銭譜撰』全12巻 - 昌綱の初の古銭目録。
- 『西洋銭譜』 - 西欧諸外国の貨幣に関する著書。1787年（天明7年）刊行
- 『泰西輿地図説』 - 西洋地誌概説書。1789年（寛政元年）刊行
- 『和漢古今泉貨鑑』 - 古銭目録。刊行当時、人気作となった。1798年（寛政10年）刊行